# Compagnies aériennes interdites d'exploitation dans l'Union européenne

Carte des compagnies aériennes faisant l’objet d’une interdiction ou de restrictions dans l’UE.

Les compagnies aériennes interdites d'exploitation dans l'Union européenne sont inscrites dans une liste des transporteurs aériens qui ne sont pas autorisés à pénétrer dans l'espace aérien des États membres de l'Union européenne pour ne pas avoir satisfait à ses normes de surveillance réglementaires,. La première version de la liste est publiée en mars 2006 et comporte 92 compagnies,,. Cette liste, généralement mise à jour deux fois par an, concerne 171 compagnies aériennes de vingt-trois pays différents en 2025. À cela s'ajoute l'interdiction des compagnies aériennes biélorusses depuis juin 2021.
La 46e mise à jour de la liste noire de l'UE a été publiée le 3 juin 2025,. 

## Évolutions récentes

### 2016-2019
En juin 2016, les restrictions imposées à Air Madagascar, Lion Air, Citilink, Batik Air, certains appareils d'Iran Air, ainsi que sur l’ensemble des compagnies zambiennes sont levées,.
En novembre 2017, Avior Airlines, une compagnie vénézuélienne, est ajoutée à la liste en raison de « déficiences non résolues [...] détectées par l'Agence européenne de la sécurité aérienne ».
En juin 2018, toutes les compagnies indonésiennes sont retirées de la liste, les autorités européennes saluant les progrès réalisés en Indonésie en matière de sécurité aérienne.
En février 2019, Turkmenistan Airlines est bannie de l'espace aérien de l'UE, dans l’attente d’une confirmation de sa conformité aux normes internationales, mais l'interdiction est levée quelques mois plus tard, en octobre 2019. En décembre 2019, les compagnies gabonaises sont retirées de la liste, « à la suite d’améliorations en matière de sécurité aérienne ».

### 2020-2023
En juin 2020, les compagnies arméniennes sont ajoutées à la liste à la suite « d'une évaluation plus approfondie des capacités de supervision de la sécurité du pays ».
En juillet 2020, la compagnie Pakistan International Airlines est bannie de l’espace aérien européen, en réponse à l'accident du vol Pakistan International Airlines 8303 et au scandale des licences de pilotes frauduleuses. Cette interdiction est levée en décembre 2024.
En juin 2021, après le détournement du vol Ryanair 4978 par les autorités biélorusses pour arrêter le journaliste Roman Protassevitch, l'UE interdit aux transporteurs biélorusses d’accéder à son espace aérien,.
En novembre 2021, les compagnies moldaves sont retirées de la liste, saluant les « améliorations apportées à la sécurité aérienne dans le pays ». Dans le même temps, la compagnie russe Skol Airlines (en) y est ajoutée.
En réponse à l'invasion de l'Ukraine par la Russie déclenchée le 24 février 2022, la présidente de la Commission européenne, Ursula von de Leyen, annonce l’interdiction de l’espace aérien de l’UE à tout avion appartenant, immatriculé ou contrôlé par la Russie,. En conséquence, vingt compagnies russes sont inscrites sur la liste en avril 2022.

### 2024-2025
En décembre 2024, la compagnie Air Tanzania est ajoutée à la liste.
En juin 2025, l'ensemble des compagnies du Suriname et de Tanzanie sont inscrites à la liste.

## Liste des compagnies aériennes bannies
Ci-dessous, la liste noire des compagnies aériennes interdites d'exploitation au sein de l'Union européenne, mise en place en mars 2006 et actualisée en juin 2025,. Les codes OACI sont indiqués entre parenthèses quand ils sont connus.

### Pays certificateurs entièrement bannis

#### Afghanistan
Tous les transporteurs aériens certifiés par les autorités de l'Afghanistan sont bannis. En vigueur depuis novembre 2010.
- Ariana Afghan Airlines (AFG)
- Kam Air (KMF)

#### Arménie
Tous les transporteurs aériens certifiés par les autorités de l'Arménie sont bannis. En vigueur depuis juin 2020.
- Air Dilijans (NGT)
- Armenian Airlines (en) (AAG)
- Armenia Airways (en) (AMW)
- Armenian Helicopters (de) (KAV)
- Fly Arna (en) (ACY)
- FlyOne Armenia (en)
- Novair (en) (NAI)
- Shirak Avia (en) (SHS)
- Skyball

#### République du Congo
Tous les transporteurs aériens certifiés par les autorités de la république du Congo (Brazzaville) sont bannis. En vigueur depuis novembre 2009.
- Canadian Airways Congo (en) (TWC)
- Equaflight (EKA)
- Equajet (EKJ)
- Societe Nouvelle Air Congo
- Trans Air Congo (TSG)

#### République démocratique du Congo(RDC)
Tous les transporteurs aériens certifiés par les autorités de la république démocratique du Congo (Kinshasa) sont bannis. En vigueur depuis mars 2006.
- AB Business Airlines
- Air Fast Congo
- Air Kasaï
- Air Katanga
- Busy Bee Congo (en)
- Compagnie africaine d'aviation (DBP)
- Congo Airways (CGA)
- Goma Express
- Kin Avia
- Malu Aviation (nl)
- Serve Air Cargo
- Swala Aviation
- Tracep Congo Aviation

#### Djibouti
Tous les transporteurs aériens certifiés par les autorités de Djibouti sont bannis. En vigueur depuis novembre 2009.
- Daallo Airlines (DAO)

#### Érythrée
Tous les transporteurs aériens certifiés par les autorités de l'Érythrée sont bannis. En vigueur depuis décembre 2012.
- Eritrean Airlines (ERT)
- Nasair Eritrea (en) (NAS)

#### Guinée équatoriale
Tous les transporteurs aériens certifiés par les autorités de la Guinée équatoriale sont bannis. En vigueur depuis mars 2006.
- CEIBA Intercontinental (CEL)
- Cronos Airlines (en) (CRA)

#### Kirghizistan
Tous les transporteurs aériens certifiés par les autorités du Kirghizistan sont bannis. En vigueur depuis octobre 2006.
- Aero Nomad Airlines (en) (ANK)
- Aerostan (en) (BSC)
- Air Kyrgyzstan (LYN)
- Avia Traffic Company (AVJ)
- Central Asian Aviation Services (KAS)
- FlySky Airlines (FSQ)
- Global 8 Airlines
- Heli Sky (HAC)
- Kap.KG (KGS)
- Mac.KG Airlines (MSK)
- Moalem Aviation (AMA)
- Sapsan Airline (KGB)
- SkyJet (SJL)
- Sky KG Airlines (en) (KGK)
- TezJet Airlines (en) (TEZ)
- Trans Caravan KG (TCK)

#### Liberia
Tous les transporteurs aériens certifiés par les autorités du Libéria sont bannis. En vigueur depuis mars 2006.

#### Libye
Tous les transporteurs aériens certifiés par les autorités de la Libye sont bannis. En vigueur depuis décembre 2014.
- Afriqiyah Airways (AAW)
- Air Libya (TLR)
- Al Maha Aviation
- Berniq Airways (en) (BNL)
- Buraq Air (BRQ)
- Global Aviation and Services (GAK)
- Hala Airlines (HTP)
- Libyan Airlines (LAA)
- Libyan Wings (LWA)
- Petro Air (en) (PEO)

#### Népal
Tous les transporteurs aériens certifiés par les autorités du Népal sont bannis. En vigueur depuis décembre 2013.
- Air Dynasty Heli Services (en)
- Altitude Air (en)
- Buddha Air (BHA)
- Fishtail Air (en)
- Heli Everest
- Himalaya Airlines (HIM)
- Kailash Helicopter Services
- Makalu Air
- Manang Air (en)
- Mountain Helicopters
- Nepal Airlines (RNA)
- Prabhu Helicopter (en)
- Saurya Airlines (en) (SAU)
- Shree Airlines (en) (SHA)
- Simrik Air (en)
- Simrik Airlines (RMK)
- Sita Air (en)
- Summit Air (en)
- Tara Air
- Yeti Airlines (NYT)

#### Sao Tomé-et-Principe
Tous les transporteurs aériens certifiés par les autorités de Sao Tomé-et-Principe sont bannis. En vigueur depuis novembre 2009.
- STP Airways (STP)

#### Sierra Leone
Tous les transporteurs aériens certifiés par les autorités de la Sierra Leone sont bannis. En vigueur depuis mars 2006.

#### Soudan
Tous les transporteurs aériens certifiés par les autorités du Soudan sont bannis. En vigueur depuis mars 2010.
- Alfa Airlines SD (AAJ)
- Badr Airlines (BDR)
- Blue Bird Aviation (en) (BLB)
- Eldinder Aviation (DND)
- Green Flag Airlines (en) (GNF)
- Helejetic Air (HJT)
- Kata Air Transport (KTV)
- Kush Air (de) (KUH)
- Nova Airways (en) (NOV)
- Sudan Airways (SUD)
- Sun Air (en) (SNR)
- Tarco Airlines (en) (TQQ)

#### Suriname
Tous les transporteurs aériens certifiés par les autorités du Suriname sont bannis. En vigueur depuis juin 2025.
- Badjas Airlines
- Blue Wing Airlines (BWI)
- Fly All Ways (EDR)
- Gum Air (en) (GUM)
- MAF (en) Suriname (MAF)
- Surinam Airways (SLM)
- United Aviation Services (UAS)
- Vortex Air Services (VAS)

#### Tanzanie
Tous les transporteurs aériens certifiés par les autorités de Tanzanie sont bannis. En vigueur depuis juin 2025.
- Adventures Aloft
- African Skydive Adventures
- Air Excel (en) (XLL)
- Air Tanzania (ATC)
- Arusha Medivac
- As Salaam Air (en)
- Auric Air (en) (AUK)
- Coastal Aviation (en) (CSV)
- Cropcair Aviation
- Everett Aviation (EVT)
- Flightlink (en) (FLZ)
- Fly Safari Air Link
- Fly Zanzibar
- Grumeti Air
- Jambo Aviation
- Kilimedi Air Aviation
- Level Up Aviation
- Miracle Experience
- Mission Aviation Fellowship (en)
- My Fly Aviation
- Nyssa Balloon Safaris
- Pelican Aviation and Tours
- Precision Air (PRF)
- Regional Air (en) (REG)
- Safari Plus (en)
- Serengeti Balloon
- Shine Aviation
- Shine Balloon Safaris
- State Aviation
- Tanzanair (en)
- Tropic Helicopters
- Tropical Air (en)
- Unity Air
- Zantas Air

### Pays certificateurs bannis sauf certaines compagnies

#### Angola
Tous les transporteurs aériens certifiés par les autorités de l'Angola sont bannis, à l’exception de TAAG Angola Airlines et Heli Malongo Airways. En vigueur depuis novembre 2008.
- AeroJet (en) (TEJ)
- Air Jet (en) (MBC)
- Bestfly Aircraft Management
- Guicango
- Heliang
- SJL Aeronáutica
- SonAir (SOR)

### Autres interdictions

#### Biélorussie
Tous les transporteurs aériens certifiés par les autorités de la république de Biélorussie sont bannis. En vigueur depuis le 4 juin 2021 en réponse au détournement du vol Ryanair 4978,.

#### Russie
Certains transporteurs aériens certifiés par les autorités de la fédération de Russie sont bannis. En vigueur depuis le 28 février 2022 en réponse à l'invasion de l'Ukraine par la Russie,.
- Aeroflot (AFL)
- Alrosa (DRU)
- Aurora Airlines (SHU)
- Aviastar-TU (TUP)
- I-Fly (RSY)
- IrAero (IAE)
- Izhavia (IZA)
- NordStar (TYA)
- Nordwind Airlines (NWS)
- Pegas Fly (KAR)
- Pobeda (PBD)
- Rossiya Airlines (SDM)
- RusJet (RSJ)
- RusLine (RLU)
- Skol Airlines (en) (CDV)
- Smartavia (AUL)
- S7 Airlines (SBI)
- Ural Airlines (SVR)
- Utair (UTA)
- UVT Aero (UVT)
- Yakutia Airlines (SYL)
- Yamal Airlines (LLM)

### Pays certificateurs autorisés mais dont certaines compagnies ou certains aéronefs sont bannis
L'annexe B de la liste couvre les États qui sont limités à l'exploitation de certaines compagnies aériennes ou de certains aéronefs au sein de l'Union européenne. Les transporteurs aériens énumérés à l'annexe B peuvent être autorisés à exercer des droits de trafic en utilisant des aéronefs loués à un exploitant qui n'est pas soumis à une interdiction d'exploitation, à condition que les normes de sécurité soient respectées, ou avec « certains appareils jugés sûrs et bien entretenus ».

#### Corée du Nord
- Air Koryo (KOR) – depuis mars 2006[39].
  - Interdiction de toute la flotte à l'exception de deux appareils de type Tupolev Tu-204 (P-632, P-633) – depuis mars 2010[39].

#### Irak
- Iraqi Airways (IAW) – depuis décembre 2015[40].
- Fly Baghdad (en) (FBA) – depuis novembre 2023[41].

#### Iran
- Iran Aseman Airlines (IRC) – depuis décembre 2016[42].
- Iran Air (IRA) – depuis mars 2010[43].
  - Interdiction de tous les appareils de type Fokker F100 et Boeing 747 – depuis juin 2016[43].

#### Venezuela
- Avior Airlines (ROI) – depuis novembre 2017[44].

#### Zimbabwe
- Air Zimbabwe (AZW) – depuis mai 2017[45].